# Список дипломатических миссий Израиля

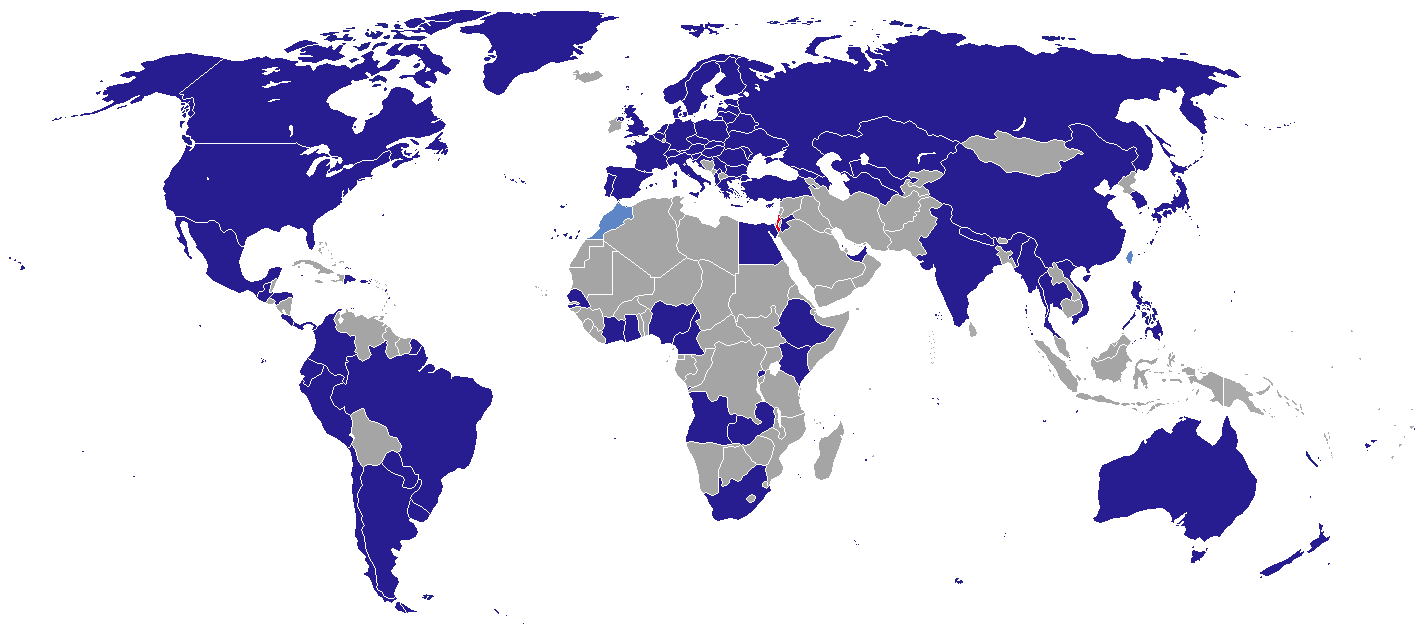

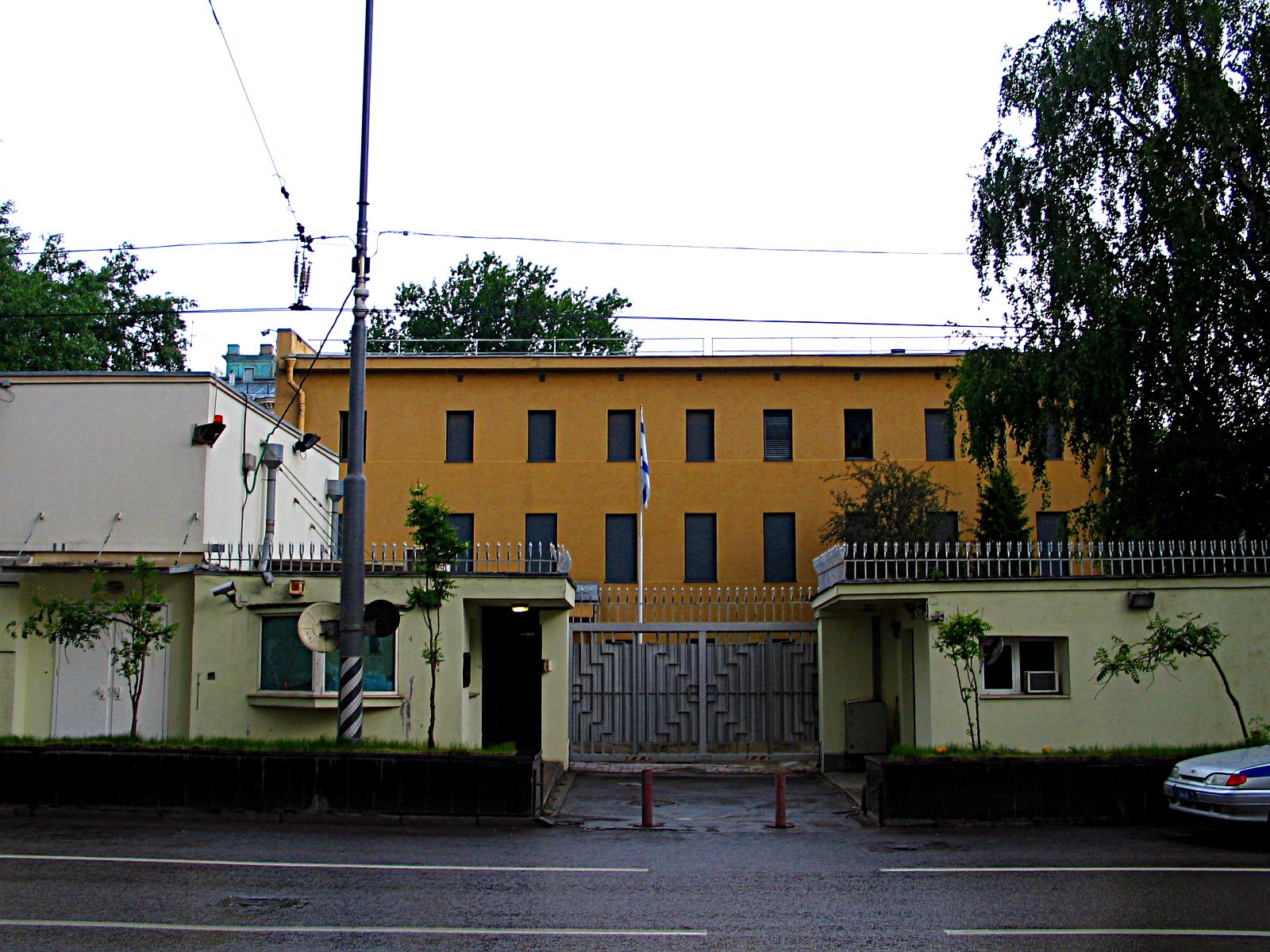
Израильское посольство в Москве

Список дипломатических миссий Израиля — содержит 77 представительств в ранге посольств, 20 — на уровне консульств и 5 «специальных миссий» в 163 государствах, признающих Израиль.
Начиная с самого возникновения государства Израиль у него возникали проблемы с дипломатическим признанием за рубежом. После Шестидневной войны 1967 года и последующего присоединения Израилем территорий на Западном берегу реки Иордан, Синайского полуострова, сектора Газа и Голанских высот дипломатические отношения с ним разорвали большинство государств Африки и стран Восточной Европы. В конце 1970-х годов Израиль постепенно восстанавливает отношения с Египтом, в начале 1990-х — с Иорданией, и открывает в этих странах свои посольства. После окончания холодной войны вновь появляются его посольства в бывших социалистических странах Европы. В середине 1990-х происходит обмен дипломатическими миссиями Израиля с рядом арабских и мусульманских стран — с Алжиром, Тунисом, Марокко, Нигером, Оманом и Катаром, однако впоследствии все они были закрыты в знак протеста в отношении проводимой Израилем политики борьбы с террором на Ближнем Востоке. В свою очередь, Израиль разорвал дипломатические отношения с Мавританией и Венесуэлой, и закрыл в этих странах свои представительства в связи с крайне негативной реакцией этих государств по поводу проводимой Израилем в Секторе Газа антитеррористической операции «Литой свинец», повлёкшей значительное количество жертв также и среди мирного населения.

## Европа
- Австрия, Вена (посольство)
- Азербайджан, Баку (посольство)
- Албания Тирана (посольство)
- Белоруссия, Минск (посольство)
- Бельгия, Брюссель (посольство)
- Болгария, София (посольство)
- Ватикан, Ватикан (посольство)
- Великобритания, Лондон (посольство)
- Венгрия, Будапешт (посольство)
- Германия, Берлин (посольство)
  - Мюнхен (генеральное консульство)
- Греция, Афины (посольство)
- Грузия, Тбилиси (посольство)
- Дания, Копенгаген (посольство)
- Ирландия, Дублин (посольство)
- Испания, Мадрид (посольство)
- Италия, Рим (посольство)
- Латвия, Рига (посольство)
- Нидерланды, Гаага (посольство)
- Норвегия, Осло (посольство)
- Польша, Варшава (посольство)
- Португалия, Лиссабон (посольство)
- Россия, Москва (посольство)
  - Санкт-Петербург (генеральное консульство)
- Румыния, Бухарест (посольство)
- Сербия, Белград (посольство)
- Словакия, Братислава (посольство)
- Турция, Анкара (посольство)
  - Стамбул (генеральное консульство)
- Украина, Киев (посольство)
- Финляндия, Хельсинки (посольство)
- Франция, Париж (посольство)
  - Марсель (генеральное консульство)
- Хорватия, Загреб (посольство)
- Чехия, Прага (посольство)
- Швейцария, Берн (посольство)
- Швеция, Стокгольм (посольство)

## Северная Америка
- Гватемала, Гватемала (посольство)
- Доминиканская республика, Санто-Доминго (посольство)
- Канада, Оттава (посольство)
  - Торонто (генеральное консульство)
  - Монреаль (генеральное консульство)
- Коста-Рика, Сан-Хосе (посольство)
- Мексика, Мехико (посольство)
- Панама, Панама (посольство)
- Сальвадор, Сан-Сальвадор (посольство)
- США, Вашингтон (посольство)
  - Атланта (генеральное консульство)
  - Бостон (генеральное консульство)
  - Чикаго (генеральное консульство)
  - Хьюстон (генеральное консульство)
  - Лос-Анджелес (генеральное консульство)
  - Майами (генеральное консульство)
  - Нью-Йорк (генеральное консульство)
  - Филадельфия (генеральное консульство)
  - Сан-Франциско (генеральное консульство)

## Южная Америка
- Аргентина, Буэнос-Айрес (посольство)
- Бразилия, Бразилиа (посольство)
  - Сан-Паулу (генеральное консульство)
- Колумбия, Богота (посольство)
- Перу, Лима (посольство)
- Уругвай, Монтевидео (посольство)
- Чили, Сантьяго (посольство)
- Эквадор, Кито (посольство)

## Азия
- Вьетнам, Ханой (посольство)
- Индия, Нью-Дели (посольство)
  - Мумбай (генеральное консульство)
- Иордания, Амман (посольство)
- Кипр, Никосия (посольство)
- КНР, Пекин (посольство)
  - Гуанчжоу (генеральное консульство)
  - Гонконг (генеральное консульство)
  - Шанхай (генеральное консульство)
- Казахстан, Алматы (посольство)
- Южная Корея, Сеул (посольство)
- Мьянма, Янгон (посольство)
- Непал, Катманду (посольство)
- Сингапур, Сингапур (посольство)
- Тайвань, Тайбэй (отделение по экономике и культуре)
- Таиланд, Бангкок (посольство)
- Туркменистан, Ашхабад (посольство)
- Узбекистан, Ташкент (посольство)
- Филиппины, Манила (посольство)
- Япония, Токио (посольство)
- ОАЭ, Абу-Даби (посольство)
- Бахрейн, Манама (посольство)

## Африка
- Ангола, Луанда (посольство)
- Гана, Аккра (посольство)
- Египет, Каир (посольство)
  - Александрия (генеральное консульство)
- Камерун, Яунде (посольство)
- Кения, Найроби (посольство)
- Кот д'Ивуар, Абиджан (посольство)
- Нигерия, Абуджа (посольство)
- Сенегал, Дакар (посольство)
- Эритрея, Асмара (посольство)
- Эфиопия, Аддис-Абеба (посольство)
- ЮАР, Претория (посольство)
- Руанда, Кигали (посольство)

## Океания
- Австралия, Канберра (посольство)
- Новая Зеландия, Веллингтон (посольство)

## Международные организации
- Брюссель (постоянная миссия при ЕС)
- Женева (постоянная миссия при ООН)
- Нью-Йорк (постоянная миссия при ООН)
- Париж (постоянная миссия при ООН)
- Вена (постоянная миссия при ООН)